# Partners in Flight
Partners in Flight (en français : Partenaires d'Envol, en espagnol : Compañeros en Vuelo), abrégé en PIF, est un réseau dont le but est de fédérer les actions de protection des oiseaux en Amérique.
Créé en 1990, Partners in Flight est un réseau qui cherche à coordonner associations, structures institutionnelles, fondations philanthropiques ou professionnelles et individus pour œuvrer à la conservation des oiseaux en Amérique du Nord, centrale et du Sud. Il coordonne des actions de recherche et de protection, publie des articles scientifiques et organise des événements de sensibilisation, comme la Journée mondiale des oiseaux migrateurs,,.
L'objectif initial de PIF était la conservation des oiseaux migrateurs néotropicaux — qui nichent dans l'écozone néarctique et hivernent en Amérique centrale et du sud — mais ses actions incluent aujourd'hui tous les oiseaux terrestres.
PIF comporte des groupes de travail qui se concentrent sur certaines zones géographiques ou sur des thématiques. Il a plusieurs partenaires officiels, dont le Service des forêts des États-Unis, le Département de la Défense des États-Unis, la Société nationale Audubon, ou le United States Fish and Wildlife Service qui a accordé une bourse à un de ses groupes de travail,.